# 전략촌

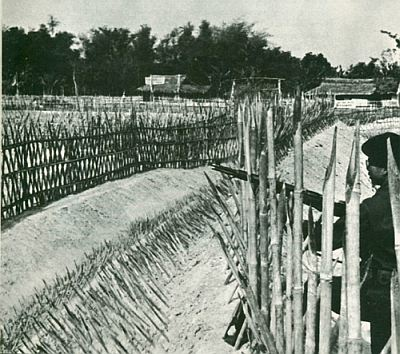
베트남 공화국 농촌에 위치한 전략촌의 모습 (대략 1964년경)

전략촌(베트남어: Ấp Chiến lược)은 베트남 공화국의 응오딘지엠 정부가 시작한 정책으로, 농촌지역에 대한 남베트남 민족해방전선의 영향력을 줄이고 이들 지역을 공산세력으로부터 방어하며 평화를 회복하는 것을 목적으로 진행되었다.